# Remo (film)
Remo (ang. Editing Remo Williams: The Adventure Begins) – amerykański film akcji z elementami filmu szpiegowskiego, będący ekranizacją przygód bohatera serii powieści Niszczyciel (ang. The Destroyer) stworzonych przez Warrena Murphy'ego i Richarda Sapiro.

## Nagrody i nominacje
Oscary za rok 1985
- Najlepsza charakteryzacja - Carl Fullerton (nominacja)

Złote Globy 1985
- Najlepszy aktor drugoplanowy - Joel Grey (nominacja)

Nagrody Saturn 1985
- Najlepszy film fantasy (nominacja)
- Najlepszy aktor drugoplanowy - Joel Grey (nominacja)